# 福田伸光
福田 伸光（ふくだ のぶみつ、1941年11月22日 - ）は、日本のピアニスト。平成音楽大学音楽学部教授・元学部長、福岡教育大学名誉教授。日本演奏連盟会員。

## 経歴・職歴
1941年、長崎県生まれ。1960年、長崎県立長崎東高等学校卒業。1964年、長崎大学学芸学部卒業。田中希代子に師事し、ウィーン国立音楽大学に入学。同大学ではヴァルター・パンホーファー（Walter Panhoffer）に師事し、1968年卒業。オーストリアピアノ教授国家資格を取得した。1969年より福岡教育大学に勤務し、1969年助手、1972年講師、1976年助教授、1984年教授。後進の指導に取り組む一方で、自身もリサイタルやオーケストラとの共演など幅広く活動。1989年に文部省在外地研究員としてヨーロッパへ派遣され、かつてピアノを学んだウィーンでリサイタルを開催したほか、スロヴァキア放送交響楽団をはじめとした海外楽団による日本公演の際にはソリストとして共演した。また、地元長崎県の小学校校歌の作曲も担当した（南島原市立蒲河小学校・南島原市立見岳小学校）。1993年に第18回福岡市文化賞を受賞。
中村学園大学や平成音楽大学でも教鞭を執ったほか、全日本学生音楽コンクールピアノ部門など様々なコンクールで審査員・審査委員長を務めた。

## ディスコグラフィ
- 「福田伸光モーツァルトリサイタル」（東京アダムエース、1991年）

## 主な門下生
- 岩崎大輔 - ピアニスト。